# IC 3748
IC 3748 — галактика типу * (зірка) у сузір'ї Волосся Вероніки.
Цей об'єкт міститься в оригінальній редакції індексного каталогу.